# Orońsko
Orońsko ist ein Dorf sowie Sitz der gleichnamigen Landgemeinde im Powiat Szydłowiecki der Woiwodschaft Masowien, Polen.

## Lage und Geschichte
Der Ort liegt 14 km nordöstlich von Szydłowiec und 100 km südlich von Warschau.
Der Ortsteil Chronów hat einen Haltepunkt an der Bahnstrecke Tomaszów Mazowiecki–Radom.
1607 fand die Schlacht von Guzów während der Zebrzydowski-Rebellion statt. Weil der Ort damals noch zur Woiwodschaft Sandomir gehörte, heißt sie auch die Sandomierz Rebellion. Eine Zeitlang gehörte die Gemeinde auch zur Woiwodschaft Radom.

## Gemeinde
Zur Landgemeinde Orońsko gehören folgende 19 Ortschaften mit einem Schulzenamt:
Bąków
Ciepła
Chronów
Chronów-Kolonia
Chronówek
Dobrut
Guzów
Guzów-Kolonia
Helenów
Krogulcza Mokra
Krogulcza Sucha
Łaziska
Orońsko
Śniadków
Tomaszów
Wałsnów
Zaborowie
Weitere Orte der Gemeinde sind Chałupki Łaziskie, Gozdków und Kolonia Górna.